# ليبيا وأسلحة الدمار الشامل
تمتلك ليبيا أسلحة كيميائية وصواريخ باليستية، وكانت تسعى سابقا إلى امتلاك أسلحة نووية تحت قيادة معمر القذافي. في 19 ديسمبر 2003، أعلن القذافي أن ليبيا ستزيل طوعا جميع المواد والمعدات والبرامج التي يمكن أن تؤدي إلى أسلحة محظورة دوليا، بما في ذلك أسلحة الدمار الشامل والصواريخ الباليستية البعيدة المدى. وقد وقّعت ليبيا معاهدة عدم انتشار الأسلحة النووية في عام 1968 وصدقت عليها في عام 1975، وأبرمت اتفاق ضمانات مع الوكالة الدولية للطاقة الذرية في عام 1980. وقدمت الولايات المتحدة والمملكة المتحدة المساعدة إلى ليبيا في إزالة المعدات والمواد من برنامجها للأسلحة النووية، مع قيام الوكالة الدولية للطاقة الذرية بالتحقق بشكل مستقل.
انضمت ليبيا إلى اتفاقية الأسلحة الكيميائية اعتبارا من 5 فبراير 2004، وبدأت تدمير ذخائرها الكيميائية في وقت لاحق من ذلك العام، لكنها أغفلت المواعيد النهائية لتحويل مرفق إنتاج الأسلحة الكيميائية إلى الاستخدام السلمي وتدمير مخزونها من عامل الخردل. في أكتوبر 2014، طلبت ليبيا الحصول على مساعدة أجنبية لنقل مخزونها من السلائف الكيميائية البالغ 850 طن لصنع غاز الأعصاب خارج ليبيا من أجل التدمير. وفي فبراير 2015 ، أخبرت المصادر العسكرية الليبية وسائل الإعلام بأن رجال مسلحين مجهولي الهوية استولوا على كميات كبيرة من الأسلحة الكيميائية الليبية، بما في ذلك غاز الخردل وغاز السارين.

## أسلحة كيميائية

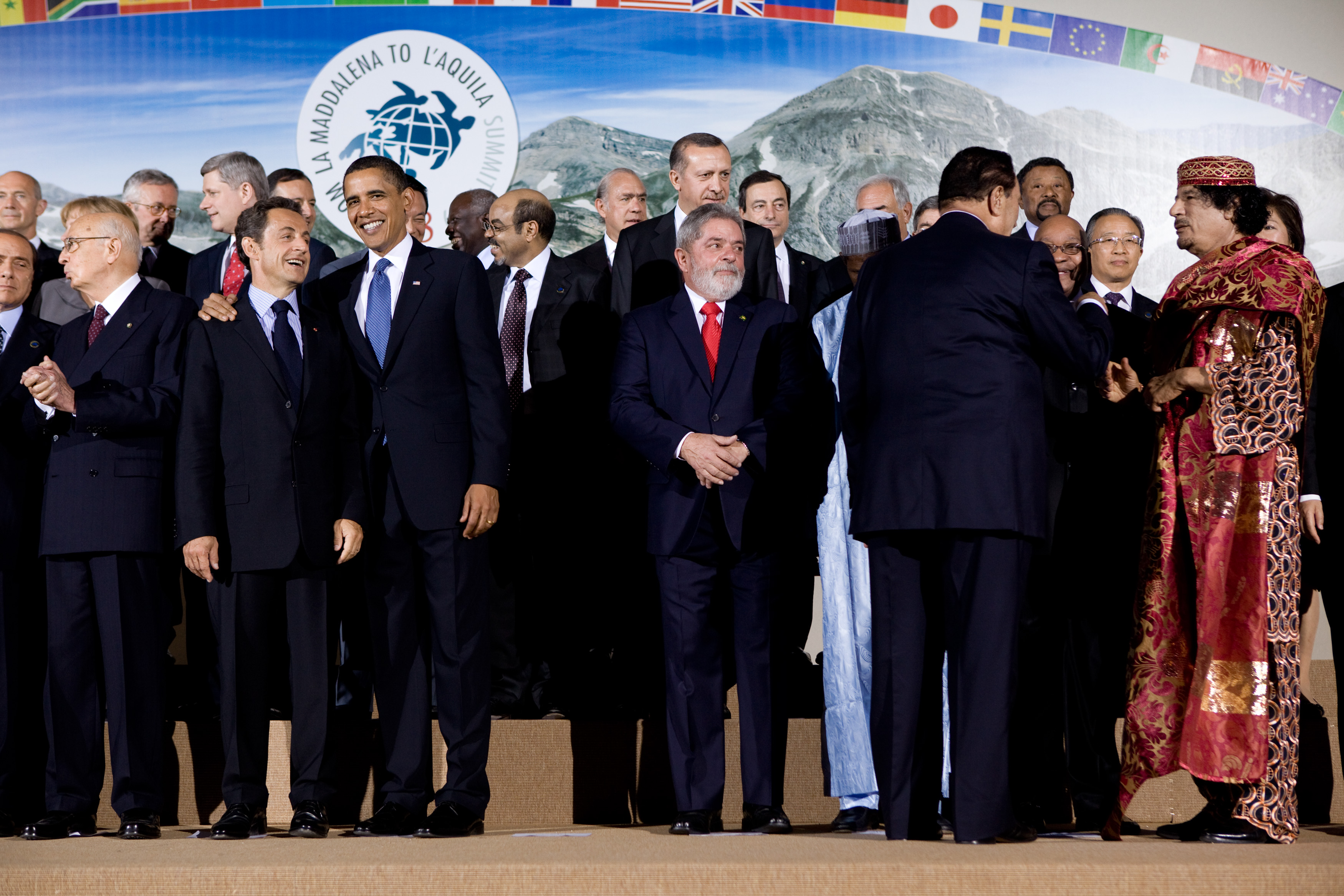
قمة مجموعة الثماني في لاكويلا

أبقت ليبيا -على نحو نشط تحت قيادة القذافي- على برنامج الأسلحة الكيميائية، الذي توقف ظاهريًا في العقد الأول من القرن الحادي والعشرين وفي أوائل العقد الأول من القرن الحادي والعشرين عندما سعى القذافي إلى تطبيع العلاقات مع العالم الغربي. انضمت ليبيا إلى معاهدة حظر الأسلحة الكيميائية اعتبارًا من 5 فبراير 2004، فأعلنت عن 24.7 طنًا من غاز الخردل و1390 طن من السلائف الكيميائية لصنع السارين، فضلًا عن 3563 من ذخائر الأسلحة الكيميائية المفرغة (قنابل جوية).
أشرفت منظمة حظر الأسلحة الكيميائية (أوه پي سي دابليو) على تدمير مخابئ الأسلحة الكيميائية في ليبيا حتى فبراير 2011؛ بعد أن اضطرت إلى تعليق عملياتها بسبب الانتفاضة ضد القذافي وما نجم عن ذلك من تدهور في استقرار البلد. بحلول ذلك الوقت، كانت ليبيا قد دمرت 40% من سلائفها الكيميائية و55% من غاز الخردل، فضلًا عن 3500 من ذخائر الأسلحة الكيميائية. في أوائل سبتمبر 2011، قال المدير العام لمنظمة حظر الأسلحة الكيميائية، أحمد أوزومجو، إن التقارير التي تلقاها تشير إلى أن الأسلحة المتبقية آمنة ولم تقع في أيدي الجماعات المقاتلة. بعد أقل من أسبوعين، أفادت التقارير بأن مقاتلين مناهضين للقذافي عثروا في حي الجفرة على مخزون من غاز الخردل، وذكرت منظمة حظر الأسلحة الكيميائية بأن النظام ربما حاول إخفاءه عن المفتشين المشرفين على تفكيك برنامج الأسلحة الكيميائية. في أواخر سبتمبر، ذكرت صحيفة وول ستريت جورنال أن مجمعًا كبيرًا للذخيرة، تضمن قذائف مدفعية قادرة على حمل أسلحة الكيميائية، كان خاليًا من الحراسة ومفتوحًا أمام أعمال النهب. في ديسمبر 2012، قال مسؤول استخبارات إسباني كبير إن تنظيم القاعدة في بلاد المغرب الإسلامي «قد يملك أيضًا أسلحة غير تقليدية، وعلى نحو رئيس أسلحة كيميائية، نتيجة لفقدان السيطرة على ترسانات الأسلحة»، مع كون ليبيا هي المصدر الأكثر ترجيحًا.
تعاون المجلس الوطني الانتقالي الليبي مع منظمة حظر الأسلحة الكيميائية في تدمير الأسلحة الكيميائية المتبقية. بعد تقدير المخزونات الكيميائية، حددت منظمة حظر الأسلحة الكيميائية موعدًا نهائيًا لقيام الحكومة الليبية بتدمير الأسلحة. حتى سبتمبر 2013، كان ما يزال يجب تدمير نحو 1.6 طن من عوامل الخردل المحملة في قذائف مدفعية، ونحو 2.5 طن من عوامل الخردل المجمدة، ونحو 846 طن من مكونات الأسلحة الكيميائية.
ذكرت صحيفة نيويورك تايمز أن في فبراير 2014، دمرت الولايات المتحدة وليبيا -على نحو حذر- مخلفات الأسلحة الكيميائية الليبية، مستخدمة تكنولوجيا الفرن المتنقل، لتدمير مئات القنابل وقذائف المدفعية المحملة بعوامل الخردل الفتاكة.
في سبتمبر 2014، قالت منظمة حظر الأسلحة الكيميائية إن ليبيا ما تزال تتملك نحو 850 طنًا من المواد الكيميائية الصناعية التي يمكن استخدامها لإنتاج الأسلحة الكيميائية. في أكتوبر 2014، طلبت ليبيا مساعدة أجنبية لنقل هذا المخزون من المواد الخام المستخدمة لصنع غاز الأعصاب خارج ليبيا من أجل تدميره. في 5 فبراير 2015، اتفق وزير الخارجية الليبي والمدير العام لمنظمة حظر الأسلحة الكيميائية على ضرورة إتمام تدمير السلائف الكيميائية المتبقية.
في 21 فبراير 2015، ذكرت صحيفة الشرق الأوسط أن مسؤولًا مجهولًا في الجيش الليبي ذكر أن متطرفين استولوا على كميات كبيرة من أسلحة القذافي الكيميائية من مواقع متعددة. حذّر المسؤول أن المخابئ المستهدفة احتوت على غاز الخردل والسارين. أفادت صحيفة ذا نورث أفريكا بوست فيما بعد بأن أسلحة كيميائية سرقها رجال مسلحين اقتحموا مصنعًا كيميائيًا في حي الجفرة حيث كانت الأسلحة مخزّنة هناك. ذكرت مصادر عسكرية أن غاز الخردل والسارين كان من بين الأسلحة الكيميائية. في 31 أغسطس 2016، نُقل آخر مخزون من مكونات الأسلحة الكيميائية في البلاد إلى ألمانيا تجنبًا لوقوعه في أيدي المقاتلين، وكان من المقرر تدميرها. اكتمل تدمير سلائف الأسلحة الكيميائية الليبية في نوفمبر 2017.